# Osek Paša
Pour les articles homonymes, voir Osek.
Osek Pashë en albanais et Osek Paša en serbe latin (en serbe cyrillique : Осек Паша) est une localité du Kosovo située dans la commune/municipalité de Gjakovë/Đakovica, district de Gjakovë/Đakovica (Kosovo) ou de Pejë/Peć (Serbie). Selon le recensement kosovar de 2011, elle compte 267 habitants, tous albanais.

## Démographie

### Évolution historique de la population dans la localité
| 1948 | 1953 | 1961 | 1971 | 1981 | 1991 | 2011 |
| ---- | ---- | ---- | ---- | ---- | ---- | ---- |
| 158  | 178  | 205  | 295  | 416  | 511  | 267  |

|  |